# 卡洛斯·羅登
卡洛斯·安東尼奧·羅登（英語：Carlos Antonio Rodón，1992年12月10日—），為美國職棒大聯盟的投手，目前效力於紐約洋基。他是2014年美國職棒大聯盟選秀的選秀探花。

## 職業生涯
2014年大聯盟選秀，白襪隊在第一輪第三順位選進羅登。羅登在小聯盟爬升的速度極快，不到一年的時間，他就能從高階1A直接跳級升上3A。

### 芝加哥白襪
2015年4月21日，才簽約不滿一年的羅登就登上了大聯盟。當時球隊讓羅登擔任牛棚投手，他在初登板投了2.1局失2分。5月9日，羅登完成生涯初次先發，並拿下大聯盟首勝。整季他拿下9勝6敗，防禦率3.75。
2016年7月9日，羅登因為左手腕受傷進入傷兵名單。該季他拿下9勝10敗，防禦率4.04。隔年他幾乎都在養傷，因此只出賽12場比賽，拿下2勝5敗。
2018年初，羅登因為肩膀受傷再次進入傷兵名單。整季他拿下6勝8敗。後來他在2019年擔任球隊的開幕戰先發投手，不過他在5月3日便因為動了湯米·約翰手術而導致球季報銷。該年他只拿下3勝2敗，送出46次三振。
2020年，羅登僅出賽4場比賽，拿下2敗，防禦率高達8.22。他在12月2日接獲球隊的不續約通知，不過後來又在隔年1月30日與球隊簽下1年300萬美元的合約。
2021年4月14日，羅登在面對印地安人時，連續解決25名打者。雖然對第26名打者羅伯托·培瑞茲投出觸身球錯失完全比賽，不過他隨後又解決後面兩位打者，投出2021年球季大聯盟第二場的無安打比賽。

### 紐約洋基
2022年12月15日，羅登與紐約洋基簽下6年1.62億美元合約。

## 外部連結
- 球員資訊和成績在MLB ，ESPN ，Retrosheet ，Baseball Reference ，Baseball Reference (Minors) ，Fangraphs ，The Baseball Cube （英文）
- 卡洛斯·羅登的X（前Twitter）

| 奖项与成就           | 奖项与成就                         | 奖项与成就         |
| -------------------- | ---------------------------------- | ------------------ |
| 前任： 喬·馬斯葛洛夫 | 投出無安打比賽的投手 2021年4月14日 | 繼任： 約翰·米恩斯 |